# Annales scientifiques de l'École normale supérieure
Annales scientifiques de l'École normale supérieure is een internationaal, aan collegiale toetsing onderworpen wetenschappelijk tijdschrift op het gebied van de wiskunde.
De naam wordt in literatuurverwijzingen meestal afgekort tot Ann. Sci. Ecole. Norm. Sup.
Het wordt uitgegeven door de Société mathématique de France. Het van oorsprong Franstalige tijdschrift publiceert tegenwoordig hoofdzakelijk in het Engels.